# Thyreus priesneri
Thyreus priesneri är en biart som beskrevs av Maurits Anne Lieftinck 1968. Thyreus priesneri ingår i släktet Thyreus och familjen långtungebin. Inga underarter finns listade i Catalogue of Life.